# Andrés d'Alessandro
Andrés Nicolás d'Alessandro, argentinski nogometaš, * 15. april 1981, Buenos Aires, Argentina.
Sodeloval je na nogometnemu delu poletnih olimpijskih iger leta 2004.